# Schwanncel

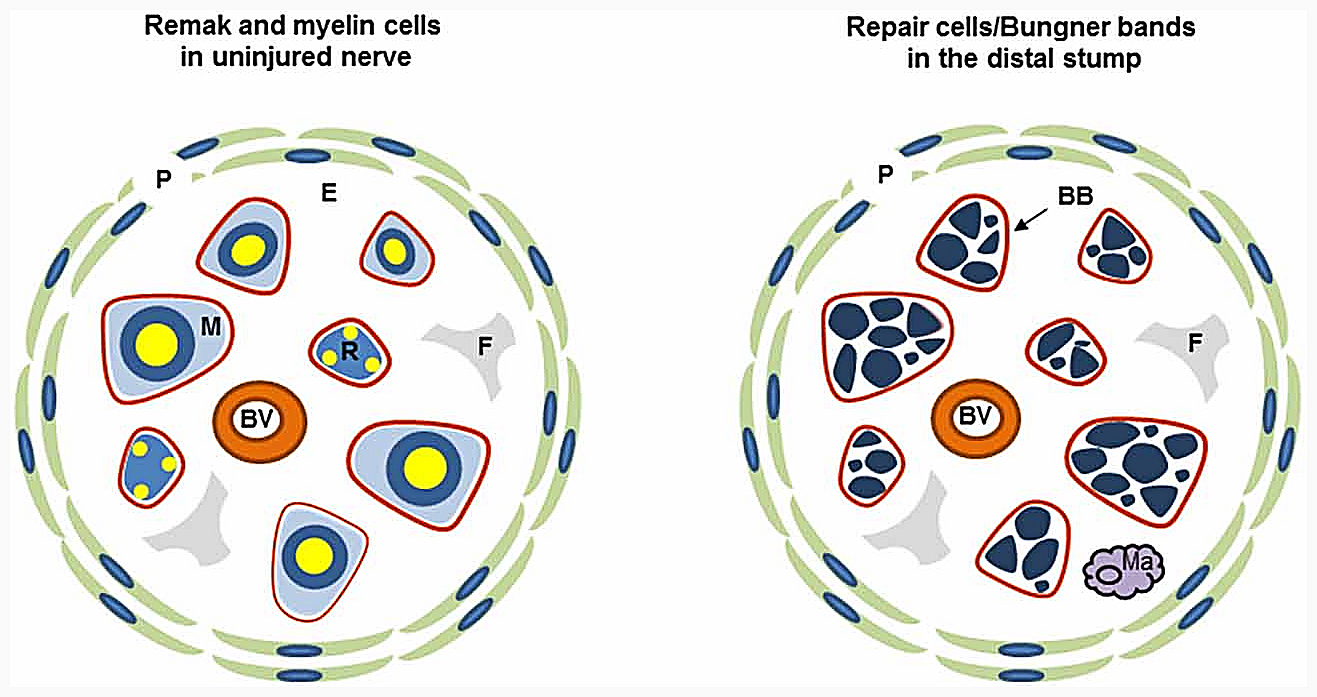
Een niet beschadigde en beschadigde zenuw. Elk diagram toont één zenuwbundel en zijn belangrijkste cellulaire bestanddelen. Rode lijn: basaal membraan van Schwann-cellen (het basaal membraan geassocieerd met perineurium en bloedvaten is niet getoond), P, perineurium; R, remak-schwanncel; M, myeline schwanncel; F, fibroblast; E het bindweefsel van het endoneurium, Ma, macrofaag; BB, Büngner-band met transversale profielen van verschillende reparatiecellen en omgeven door een basaal membraan.

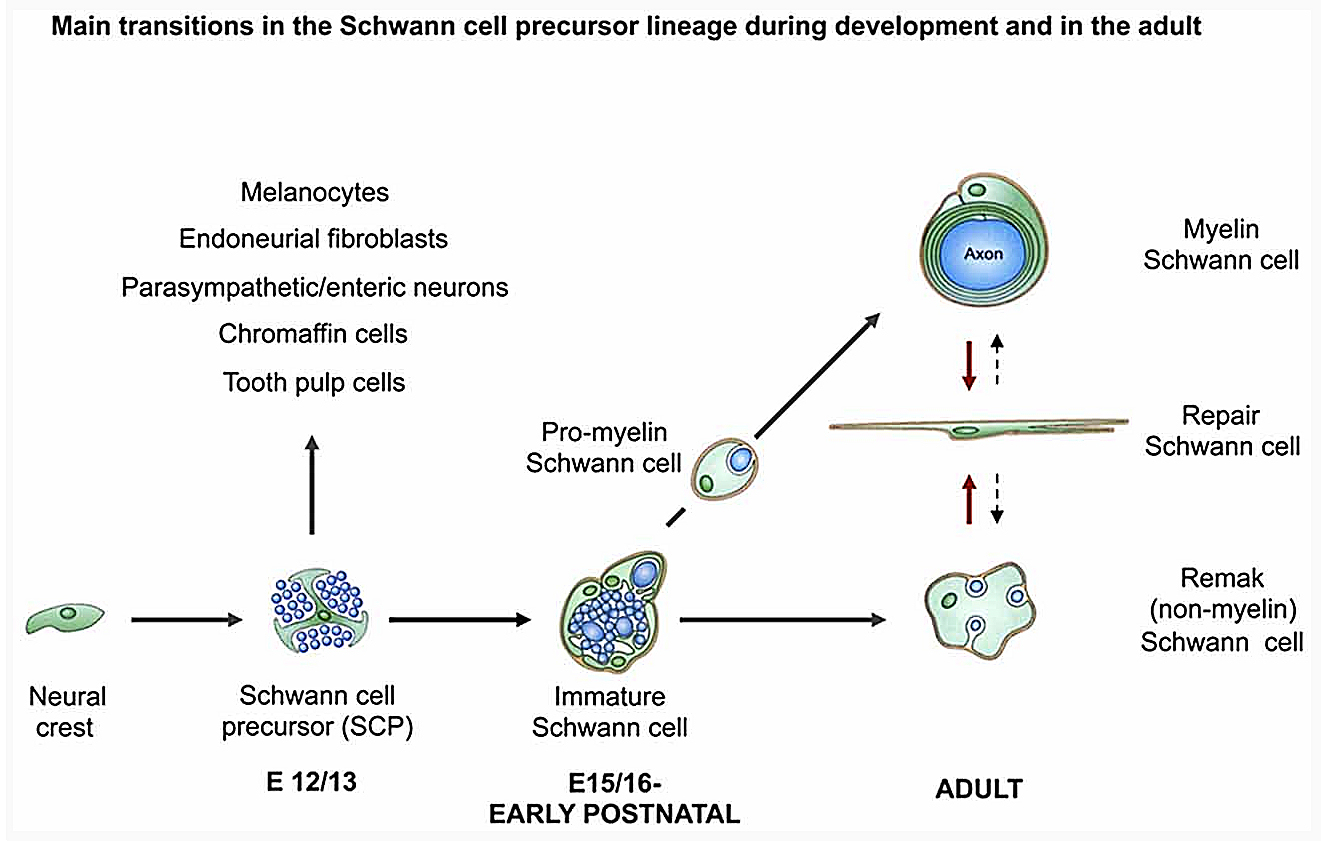
Vorming schwanncellen voor en na beschadiging zenuw

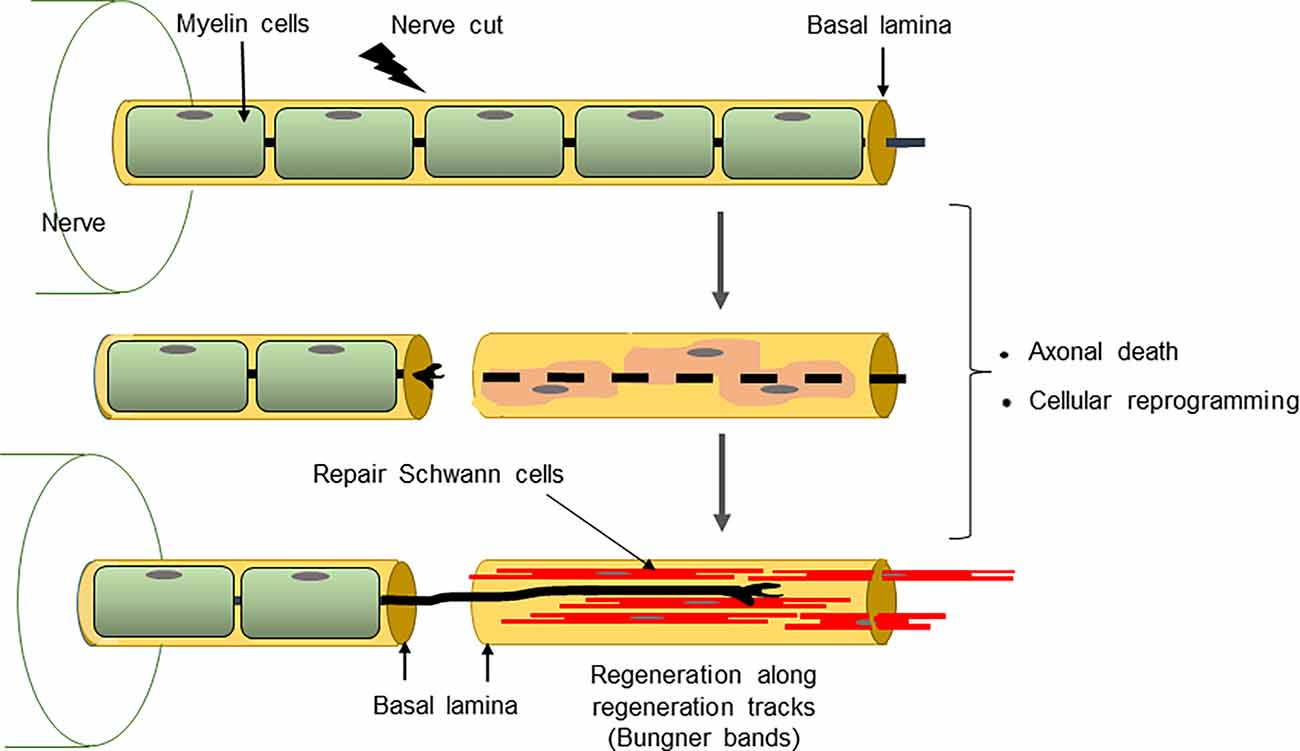
De omzetting van myelinecellen in reparatiecellen en de vorming van Büngner-banden

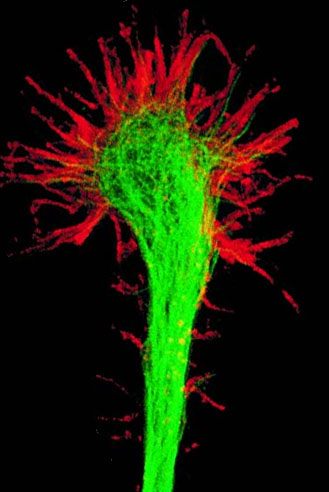
Immunofluorescentie-opname van een groeikegel

Schwanncellen of cellen van Schwann zijn gliacellen die geassocieerd zijn met het axon van sommige zenuwcellen. Elke cel vormt één segment van een myelineschede, en tussen elk segment vindt men de knopen van Ranvier. Schwanncellen verzorgen alleen de myelinisatie in het perifere zenuwstelsel, in het centrale zenuwstelsel zorgen oligodendrocyten hiervoor. De cel is vernoemd naar zijn ontdekker, de Duitse anatoom en fysioloog Theodor Schwann (1810–1882).
De cellen van Schwann hebben als functie om de impulsgeleiding in het axon te versnellen. Een axon zonder myelineschede kan een impuls voortgeleiden met een snelheid van 3 à 4 m/s maar met een myelineschede kan dit oplopen tot 120 m/s. Deze snelheid komt goed van pas in het perifere zenuwstelsel waar de te overbruggen afstanden in het menselijk lichaam wel tot 1m kunnen bedragen.
Een myelineschede heeft ook een beschermende en ondersteunende functie bij het axon. Als een axon afsterft, kan hij sneller weer aangroeien doordat het axon als het ware een tunnel heeft om zich door te begeven. De myelineschede blijkt bij elektronenmicroscopisch onderzoek te bestaan uit een vele malen om het axon gerolde dubbele lipidenlaag, zoals ook in celmembranen voorkomt.

## Niet-myeliniserende schwanncellen
De niet-myeliniserende schwanncellen zijn een subgroep van de schwanncellen die worden gekenmerkt door het ontbreken van myeline.
De groep niet-myeliniserende schwanncellen omvat de terminale schwanncellen, aanwezig bij neuromusculaire verbindingen, de schwanncellen van remakvezels (ook wel remak-schwanncellen genoemd) en de schwanncellen die geassocieerd worden met sensorische structuren, zoals tastlichaampjes en lamellaire lichaampjes.

### Remak schwanncellen
De schwanncellen van remakvezels, of remak-schwanncellen (RSC's), zijn vernoemd naar de Duitse neurobioloog Robert Remak en zijn aanwezig in zenuwvezels die door hem rond 1838 zijn waargenomen. In het perifeer zenuwstelsel zijn de remak-schwanncellen talrijker dan de myeliniserende schwanncellen.
Ze bieden metabolische ondersteuning aan zenuwcellen, naast andere functies, maar aangezien er geen specifieke genetische markers zijn gedetailleerd (althans in 2017), is er nog steeds een grote kloof in het begrijpen van hun biologie bij het onderscheiden van andere schwanncellen.

### Terminale schwanncellen
Terminale schwanncellen (tSC's), ook wel perisynaptische schwanncellen genoemd, en "teloglia", zijn niet-myeliniserende schwanncellen die aanwezig zijn bij neuromusculaire verbindingen. Er wordt gesuggereerd dat ze een rol kunnen spelen bij het vormen en onderhouden van synapsen of het moduleren van synaptische signalering.

## Regeneratie
Schwanncellen staan bekend om hun rol bij het ondersteunen van de regeneratie van zenuwen. Zenuwen in het perifeer zenuwstelsel bestaan uit veel axonen die gemyeliniseerd zijn door schwanncellen. Als er schade aan een zenuw optreedt, helpen de schwanncellen bij de afbraak van de beschadigde axonen (fagocytose). Na dit proces kunnen de schwanncellen de regeneratie begeleiden door een soort tunnel te vormen die naar de doelzenuwcellen leidt. Deze tunnel staat bekend als de Büngner-band, een geleidingspad voor de regenererende axonen, die zich gedraagt als een endoneurale buis. De stomp van de beschadigde zenuwcel kan door de schwanncel "tunnel" groeien. Onder goede omstandigheden doen ze dat met een snelheid van ongeveer 1 mm/dag. De snelheid van regeneratie neemt af met de tijd. Succesvolle zenuwcellen kunnen daarom opnieuw verbinding maken met de spieren of organen die ze eerder aanstuurden met behulp van schwanncellen, maar de specificiteit wordt niet behouden en fouten komen vaak voor, vooral wanneer het om grote afstanden gaat. Vanwege hun vermogen om de regeneratie van zenuwcellen te beïnvloeden zijn schwanncellen ook verbonden met preferentieel motorisch herstel. Als schwanncellen worden verhinderd om zich te associëren met zenuwcellen, sterven de zenuwcellen af. Regenererende zenuwcellen zullen geen enkel doel bereiken tenzij schwanncellen er zijn om ze te ondersteunen en te begeleiden. Er is aangetoond dat ze voor de groeikegels uit gaan.
Schwanncellen zijn essentieel voor het behoud van gezonde axonen. Ze produceren verschillende factoren, waaronder neurotrofinen, en brengen ook essentiële moleculen over naar axonen.

## Klinische betekenis
Ontstekingsziekten waarbij schwanncellen betrokken zijn, omvatten chronische inflammatoire demyeliniserende polyneuropathie (CIDP), het syndroom van Guillain-Barré (GBS) en lepra. Braziliaanse onderzoekers stelden dat een besmetting met het Zikavirus mogelijk het syndroom van Guillain-Barré kan veroorzaken.
Erfelijke ziekten waarbij schwanncellen betrokken zijn, zijn onder meer de ziekte van Charcot-Marie-Tooth, de ziekte van Krabbe en de ziekte van Niemann-Pick. Goedaardige tumoren van schwanncellen worden schwannomen of neuronomen genoemd. Hier kan ook sprake zijn van multiple sclerose (MS) als gevolg van auto-immune ontstekingen, waarbij de  myelineschede wordt afgebroken.